# Де-Стег
Де-Стег (нід. De Steeg) — село в нідерландській провінції Гелдерланд. Входить до муніципалітету Реден. Перша згадка про населений пункт датується 1648 роком.

## Галерея

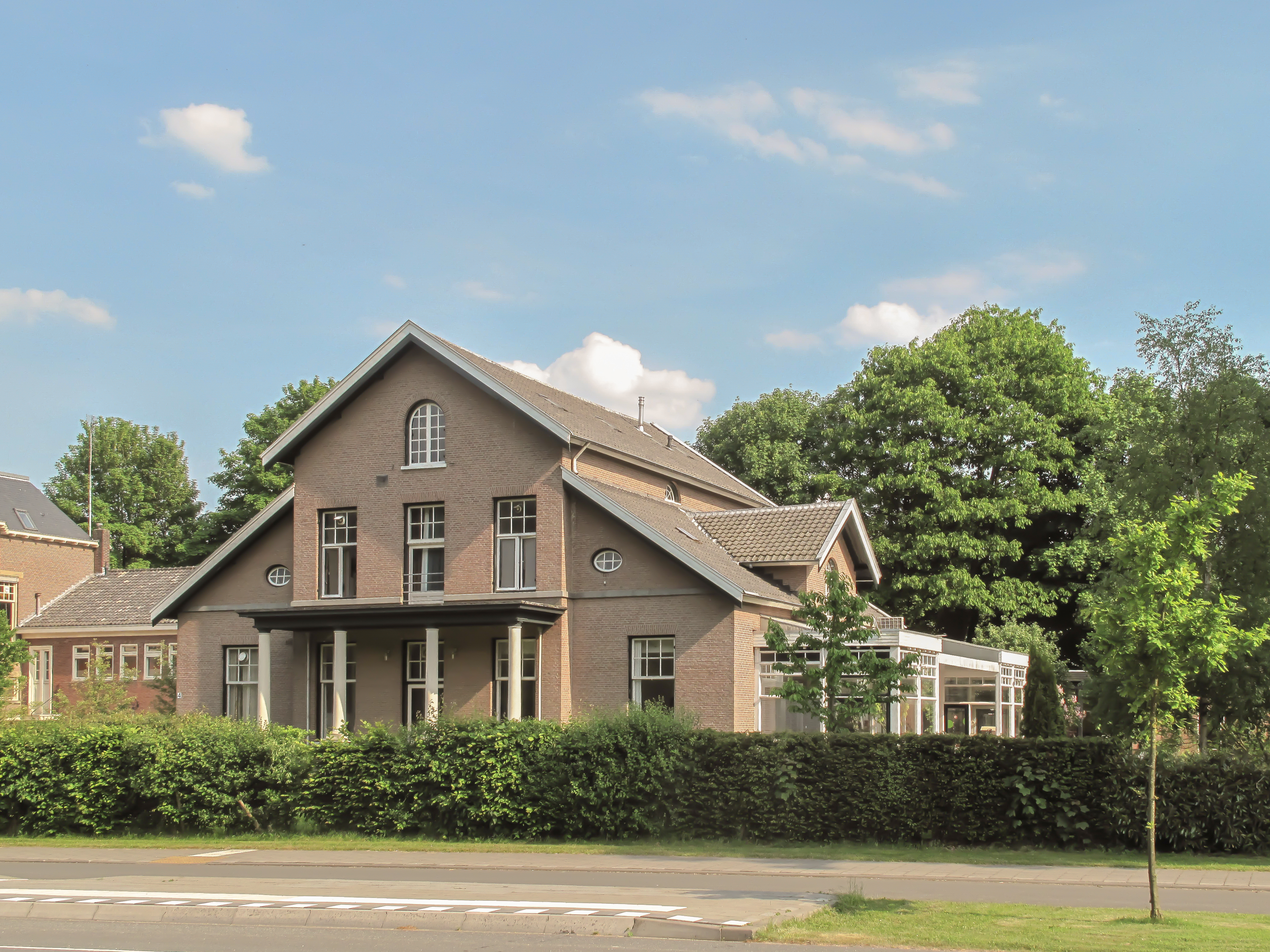
Будівля колишньої мерії
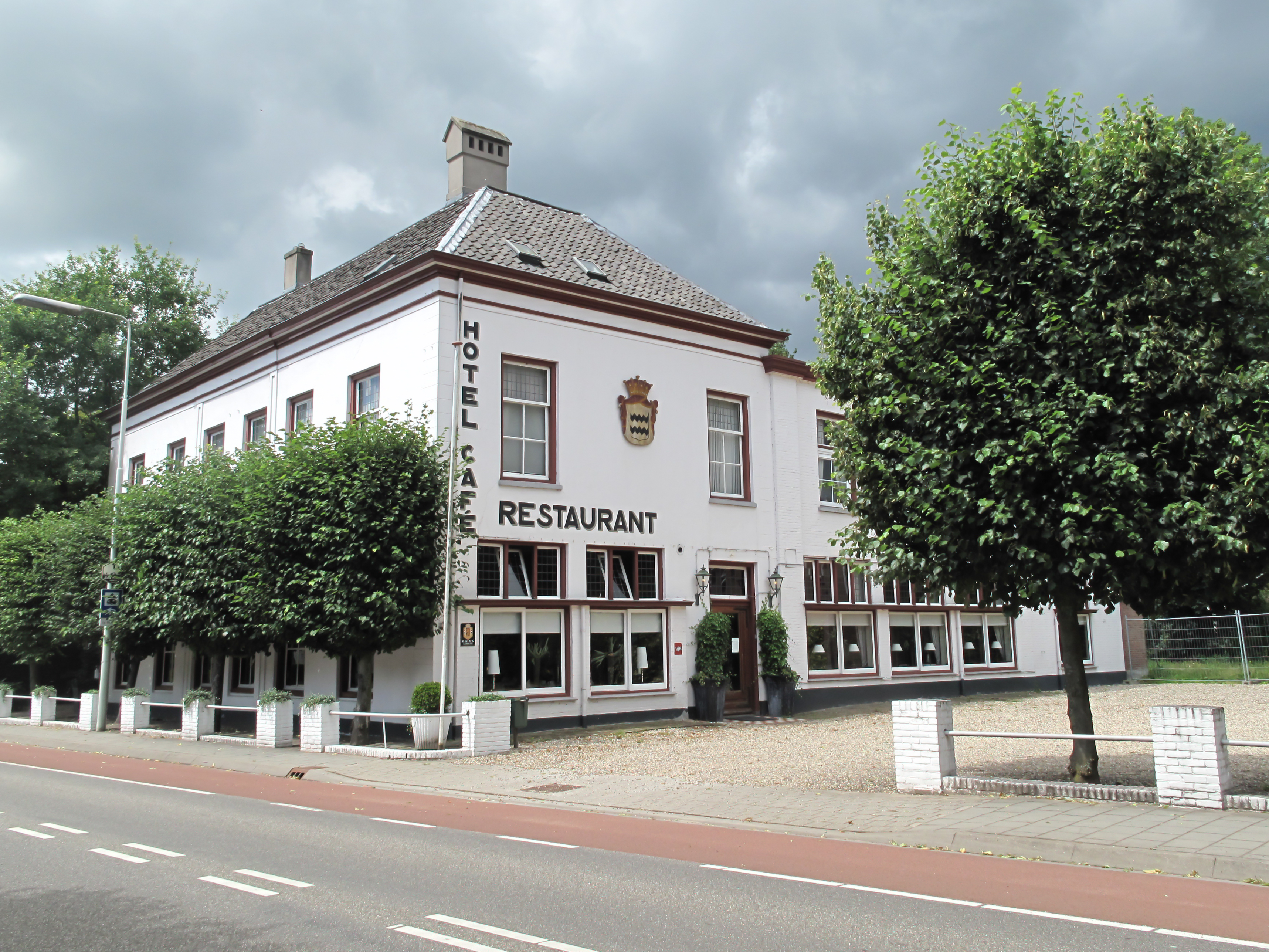
Будівля готелю
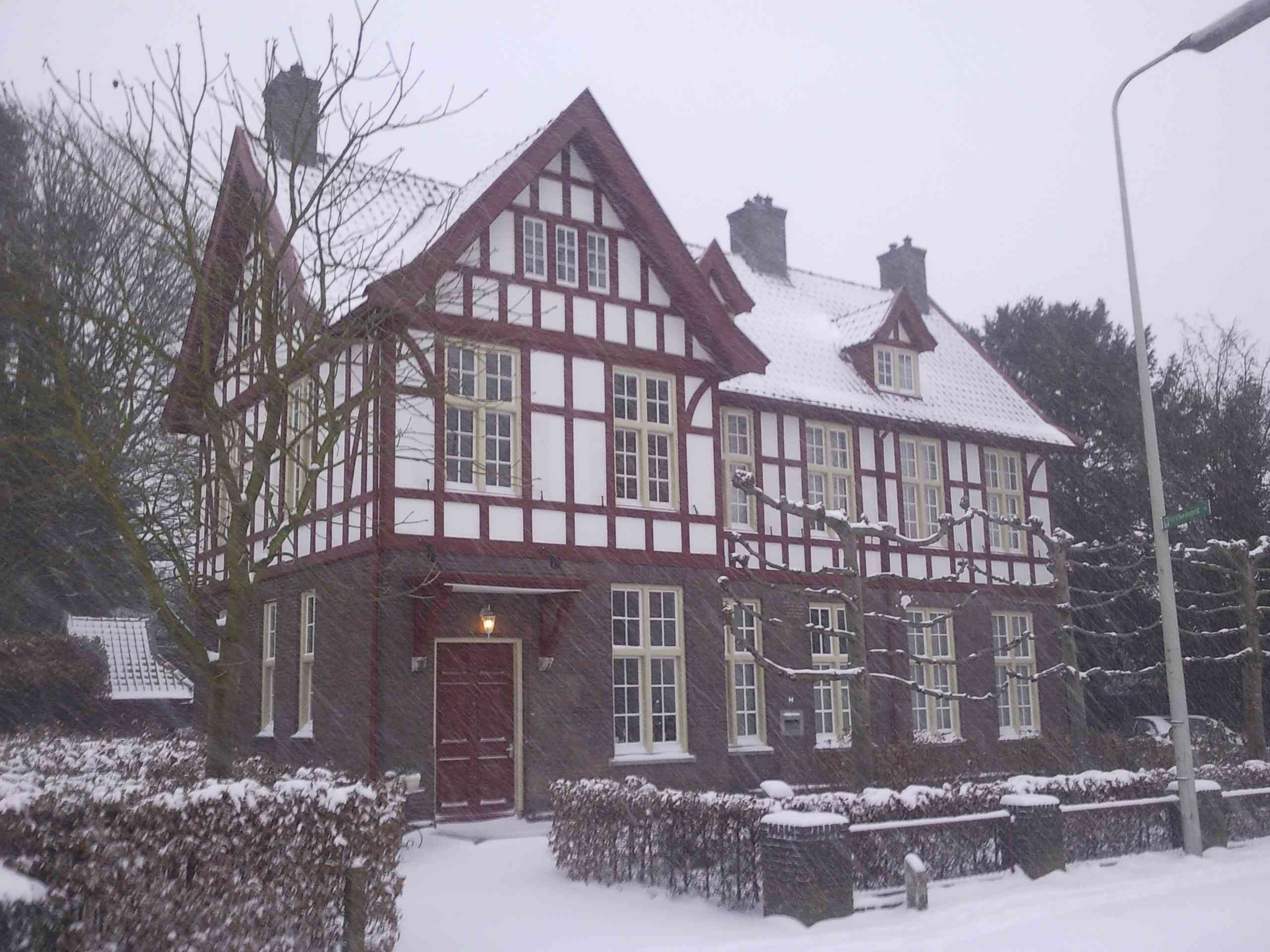
Поштовий офіс
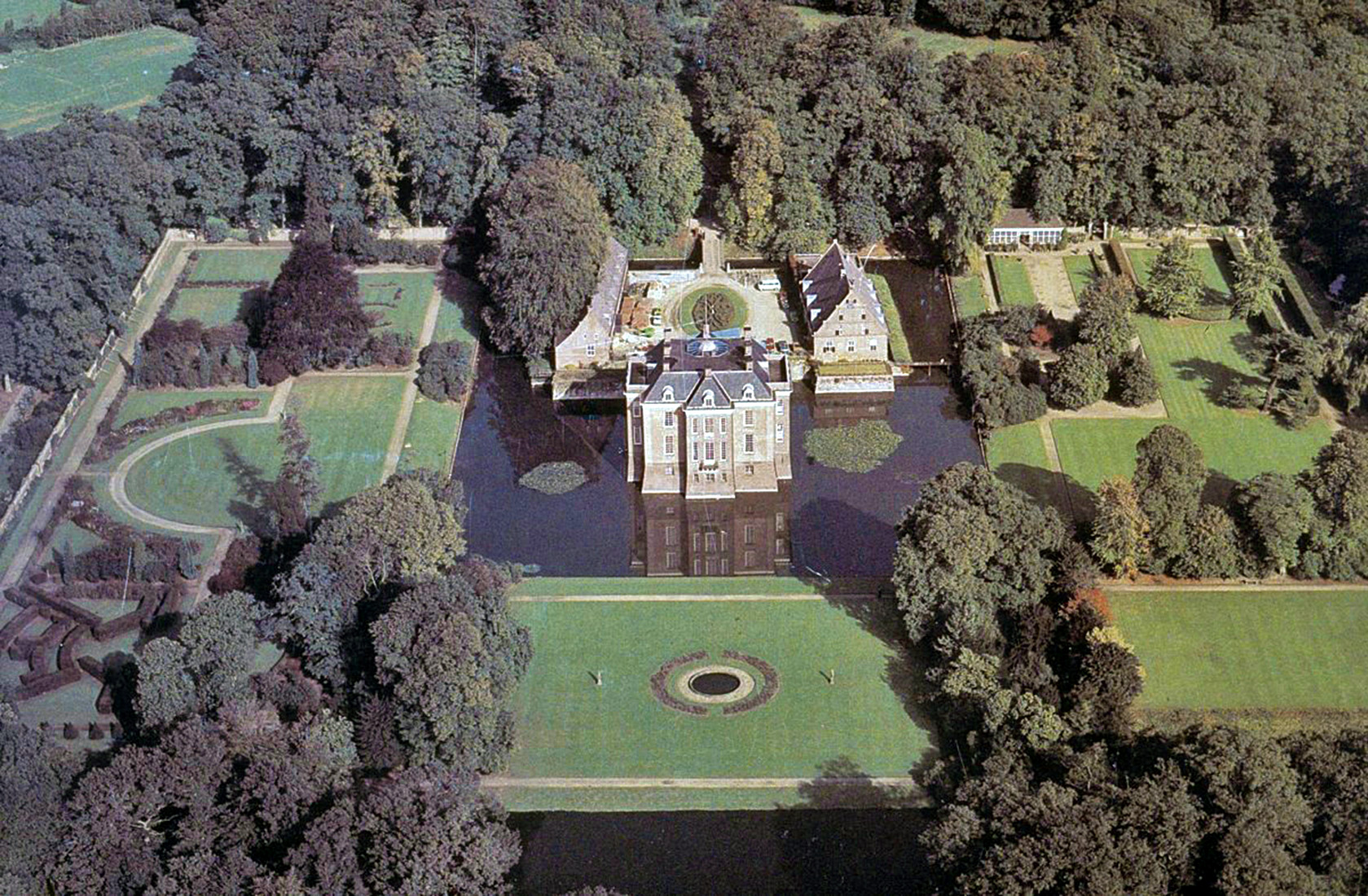
Замок
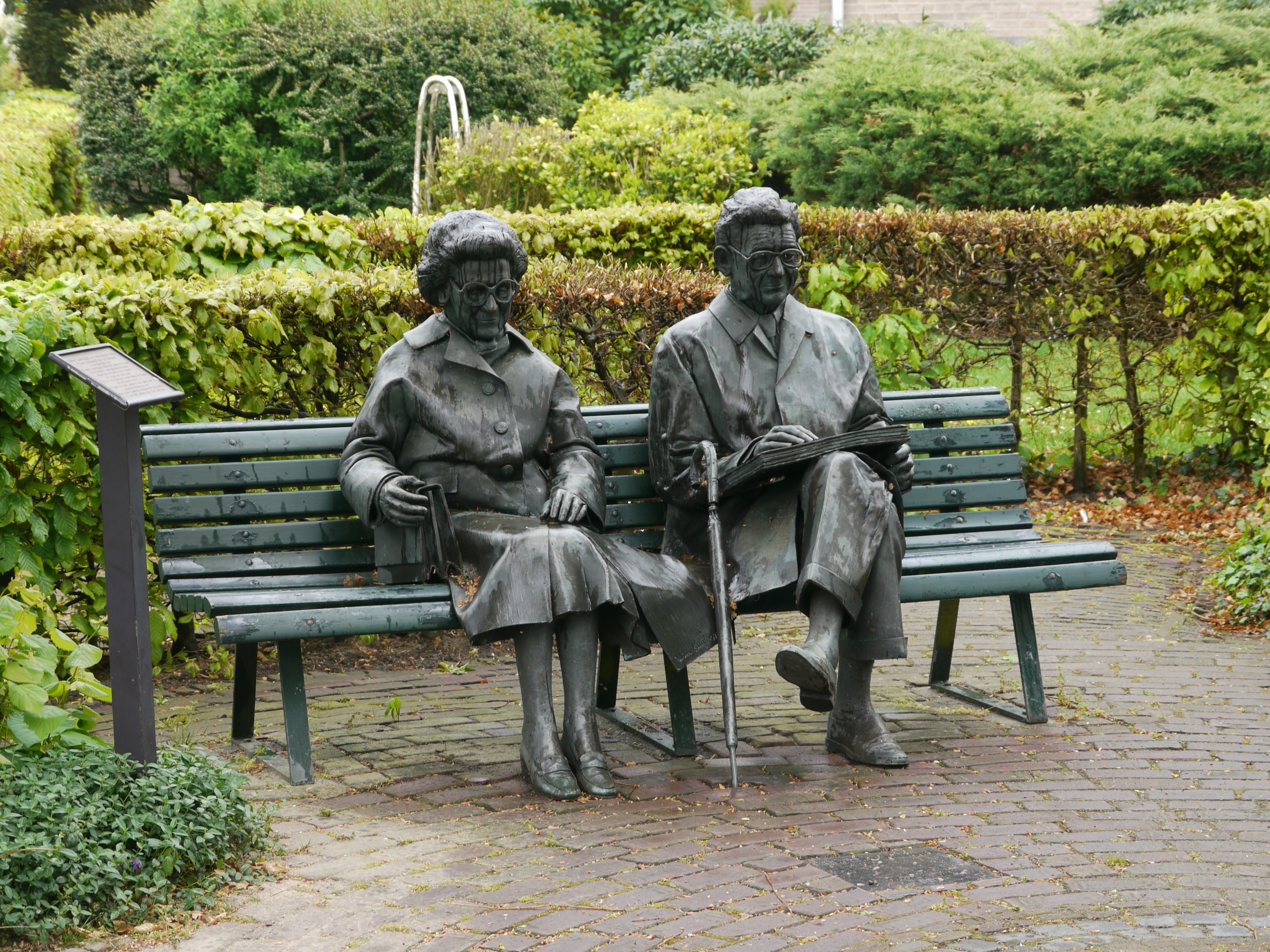
Статуя у селі